# Lunckeryggen
Lunckeryggen är en bergstopp i Antarktis. Den ligger i Östantarktis. Norge gör anspråk på området. Toppen på Lunckeryggen är 2 727 meter över havet.
Terrängen runt Lunckeryggen är varierad. Trakten är obefolkad. Det finns inga samhällen i närheten. 